# 潑猴 (樂團)
潑猴是台湾的一个樂團。2001年成立的潑猴發行了兩張專輯以後於2007年3月23日舉行告別演唱會後正式解散。解散以後貝斯手阿凱和鼓手阿翔組了MP魔幻力量，主唱小天組了旋轉蝴蝶以及和黃小柔合作的弗林洛克，吉他手山地人組了Mutaker，團員們持續著他們的音樂夢。2010年7月31日樂團再度合體於Legacy舉行了演唱。2022年樂團復出展開演出，2023年發表了睽違17年的新單曲。2024年吉他手山地人離團。

### 團員

#### 現任成員
- 主唱：小天.謝博舜
- 吉他手：喬揚
- 貝斯手：阿凱
- 鼓手 : 阿翔

#### 前任成員
- DJ：志遠
- 吉他手：晨勃牲

## 作品列表

### 錄音室專輯
- 2004 - 我們的世代
- 2006 - 革命

### 單曲
- 2023 - 催落

## 獎項與經歷
- 2003年海洋音樂大賞
- 2005年入圍金曲獎最佳樂團
- 2007年入圍金曲獎最佳樂團

## 外部連結
- 主唱小天的無名 （页面存档备份，存于）
- 貝斯手阿凱的無名 （页面存档备份，存于）
- 鼓手阿翔的無名 （页面存档备份，存于）
- 吉他手山人的無名